# Gottfried von Preyer
Pour les articles homonymes, voir Preyer.
Gottfried von Preyer, né le 15 mars 1807 à Hausbrunn et mort le 9 mai 1901 à Vienne, est un compositeur autrichien.

## Biographie
Gottfried von Preyer naît le 15 mars 1807 à Hausbrunn.
Il reçoit les premières leçons de musique de son père, instituteur et cantor de ce village, et apprend en même temps le chant, le violon et le clavecin. À l'âge de quinze ans, il se rend à Vienne et y fait un cours de composition, sous la direction de Sechter. En 1835, il obtient la place d'organiste de l'église évangélique ; trois ans plus tard, il est nommé professeur d'harmonie du conservatoire de Vienne. La direction de cette école lui est confiée en 1844, après qu'il a été pendant plusieurs années, second maître de chapelle de la cour impériale. En 1853, il est appelé à la position de maître de chapelle de l'église Saint-Étienne, qu'il occupe au moins jusqu'en 1863.
Il meurt le 9 mai 1901 à Vienne.

## Distinctions
- Chevalier de l'ordre de Saint-Grégoire-le-Grand